# Hakuna matata (sång)
Hakuna matata är en sång ur Disneyfilmen Lejonkungen från 1994. Sången är skriven av Elton John (musik) och Tim Rice (text). Den svenska texten är skriven av Monica Forsberg. 
Titeln Hakuna matata är swahili och betyder ungefär "Det finns inga bekymmer", se hakuna matata.
I filmen sjungs sången av Timon och Pumbaa. Engelska röster är Nathan Lane (Timon) och Ernie Sabella (Pumbaa). Svenska röster är Peter Rangmar respektive Jan Rippe.

## Fotnoter
1. ↑  King, Alex P. (2004) (på franska). Hit-parade — 20 ans de tubes. Paris: Pascal. sid. 339. ISBN 2-35019-009-9